# Andreas Salomonsson
Jan Sverker Andreas „Salle“ Salomonsson (* 19. Dezember 1973 in Örnsköldsvik) ist ein ehemaliger schwedischer Eishockeyspieler, der im Verlauf seiner aktiven Karriere zwischen 1990 und 2010 hauptsächlich für seinen Heimatklub MODO Hockey in der Elitserien auf der Position des linken Flügelstürmers gespielt hat. Darüber hinaus bestritt Salomonsson, der in seiner Karriere zweimal den schwedischen Meistertitel gewann, auch 71 Spiele für die New Jersey Devils und Washington Capitals in der National Hockey League.

## Karriere
Salomonsson verbrachte seine Juniorenzeit im Klub seiner Geburtsstadt. Bei MoDo Hockey Örnsköldsvik debütierte der Stürmer im Verlauf der Saison 1990/91 in der Elitserien, gehörte aber bis 1993 auch noch der Juniorenabteilung an, mit der er auf nationaler Ebene zahlreiche Erfolge feierte. Bereits ab der Spielzeit 1992/93 war Salomonsson ein Teil des Stammkaders der Profimannschaft gewesen. In den Jahren 1994 und 1995 erreichte er mit dem Team jeweils den Vizetitel der nationalen Meisterschaft. Im Verlauf der Saison 1996/97 verließ er jedoch den Klub und schloss sich dem EC Ratingen aus der Deutschen Eishockey Liga an. Das Engagement in Deutschland endete aber bereits wieder am Saisonende und Salomonsson kehrte zu seinem Stammverein zurück. Diesem blieb er letztlich bis zum Sommer 2000 treu und feierte dort zum Abschluss seine dritte Vizemeisterschaft.
Zur Spielzeit 2000/01 wechselte der Angreifer innerhalb der Liga zum Hauptstadtklub Djurgårdens IF, bei dem er mit dem Gewinn der schwedischen Meisterschaft im selben Jahr den größten Erfolg seiner Karriere feierte. Nachdem Salomonsson überraschend mit 27 Jahren im NHL Entry Draft 2001 von den New Jersey Devils aus der National Hockey League ausgewählt worden war, wagte der Flügelstürmer nach der Vertragsunterschrift bei den Devils den Wechsel nach Nordamerika. Dort verbrachte er die Saison 2001/02 sowohl im NHL-Kader der Devils als auch in deren Farmteam, den Albany River Rats, in der American Hockey League. Im Oktober 2002 trennte sich New Jersey von dem Schweden und er gelangte über die Waiver-Liste zum Ligarivalen Washington Capitals, wo er das Spieljahr ebenfalls in der NHL als auch AHL bei den Portland Pirates verbrachte.
Im Sommer 2003 endete Salomonssons Engagement in Übersee und er kehrte zu seinem Heimatverein nach Örnsköldsvik zurück. Dort konnte er mit der Mannschaft im Jahr 2007 noch einmal den schwedischen Meistertitel gewinnen, ehe er im Februar 2010 seine Karriere aufgrund einer Verletzung in der Leistenregion im Alter von 37 Jahren beenden musste.

### International
Für sein Heimatland stand Salomonsson im Juniorenbereich bei der U18-Junioren-Europameisterschaft 1991 sowie der U20-Junioren-Weltmeisterschaft 1993 auf dem Eis. Dabei konnte er die Weltmeisterschaft mit dem Gewinn der Silbermedaille abschließen. Die gleiche Medaille gewann der Stürmer auch bei seiner Teilnahme an der Weltmeisterschaft 2004. Bereits drei Jahre zuvor hatte er bei der Weltmeisterschaft 2001 die Bronzemedaille gewonnen.

## Erfolge und Auszeichnungen
| - 1991 Schwedischer U18-Juniorenmeister mit MoDo Hockey Örnsköldsvik - 1992 Schwedischer U20-Juniorenmeister mit MoDo Hockey Örnsköldsvik - 1993 Schwedischer U20-Juniorenmeister mit MoDo Hockey Örnsköldsvik - 1994 Schwedischer Vizemeister mit MoDo Hockey Örnsköldsvik | - 1995 Schwedischer Vizemeister mit MoDo Hockey Örnsköldsvik - 2000 Schwedischer Vizemeister mit MoDo Hockey Örnsköldsvik - 2001 Schwedischer Meister mit Djurgårdens IF - 2007 Schwedischer Meister mit MODO Hockey |

### International
- 1993 Silbermedaille bei der U20-Junioren-Weltmeisterschaft
- 2001 Bronzemedaille bei der Weltmeisterschaft
- 2004 Silbermedaille bei der Weltmeisterschaft

## Karrierestatistik

### International
Vertrat Schweden bei:
- U18-Junioren-Europameisterschaft 1991
- U20-Junioren-Weltmeisterschaft 1993
- Weltmeisterschaft 2001
- Weltmeisterschaft 2004

(Legende zur Spielerstatistik: Sp oder GP = absolvierte Spiele; T oder G = erzielte Tore; V oder A = erzielte Assists; Pkt oder Pts = erzielte Scorerpunkte; SM oder PIM = erhaltene Strafminuten; +/− = Plus/Minus-Bilanz; PP = erzielte Überzahltore; SH = erzielte Unterzahltore; GW = erzielte Siegtore; 1 Play-downs/Relegation; Kursiv: Statistik nicht vollständig)